# Operazione San Pietro
Operazione San Pietro è un film del 1967 diretto da Lucio Fulci.

## Trama

Il barone (Pinuccio Ardia) in una scena.

Roma. Una banda di ladri napoletani si impossessa della Pietà di Michelangelo, ma un malavitoso italo-americano ruba la statua a sua volta, con l'idea di ricattare il Vaticano. A questo punto uno dei ladri del primo colpo si pente e decide di aiutare a recuperare il maltolto.

## Produzione

Joe Ventura (Edward G. Robinson) in una scena.

Il film è il sequel di Operazione San Gennaro, uscito l'anno precedente. Vi appaiono infatti alcuni personaggi con lo stesso nome e lo stesso interprete, come ad esempio Agonia, il Barone e il Capitano.
Le scene acrobatiche con i veicoli sono dirette ed eseguite dal team di Rémy Julienne.

## Riprese
Le riprese si svolsero essenzialmente a Roma e nei suoi dintorni, altre scene sono state girate a Capranica Prenestina, Anzio e Ardea. Nonostante la storia all'inizio del film si ambienti anche a Napoli, nessuna scena vi è stata in realtà girata.

## Curiosità

Il cardinale Braun (Heinz Rühmann) in una scena.

- In una scena del film, all'interno di un night club, un pianista suona il brano More di Riz Ortolani.
- Carlo Pisacane, che fa un cameo nella parte del sacrestano, è doppiato da Nico Pepe, che lo doppiò anche nella celebre parte di Capannelle ne I soliti ignoti. In Operazione San Pietro, però, Pepe doppia l'attore con accento napoletano e non emiliano.